# Wanda Dunin Borkowska
Wanda Maria Zofia Dunin Borkowska z Borkowic herbu Łabędź (ur. 2 sierpnia 1906 w Bachórzu, zm. 24 czerwca 1982 w Madrycie) – polska bibliotekarka, hrabina.
Urodziła się 2 sierpnia 1906 w Bachórzu jako córka Juliusza (ur. 1875) i Marii (ur. 1881). Pochodziła ze Lwowa.
Przed 1939 podjęła pracę w Bibliotece Polskiej w Paryżu. Po zakończeniu II wojny światowej wraz z innymi osobami odebrała książki zrabowane wcześniej przez Niemców w Polsce. Była kierowniczką Biblioteki Polskiej w Paryżu. Zmarła 24 czerwca 1982 w Madrycie. Została pochowana na paryskim Cmentarzu Les Champeaux w Montmorency 2 lipca 1982.

## Ordery i odznaczenia
- Krzyż Komandorski Orderu Odrodzenia Polski (22 maja 1980)[6][1]
- Krzyż Oficerski Orderu Odrodzenia Polski (3 maja 1972)[7]
- Krzyż Zasługi z Mieczami[1]
- Krzyż Wojenny (Francja)[1]